# Medalha Jack S. Kilby IEEE de Processamento de Sinais
A Medalha Jack S. Kilby IEEE de Processamento de Sinais (em inglês:  IEEE Jack S. Kilby Signal Processing Medal) é um prêmio do Instituto de Engenheiros Eletricistas e Eletrônicos (IEEE) para pesquisas em processamento de sinais. Consiste em uma medalha de ouro e uma réplica em bronze, sendo concedida anualmente desde 1997, patrocinada pela Texas Instruments. É denominada em memória de Jack St. Claire Kilby.

## Recipientes
- 1997: Bernard Gold,[1] Charles Rader[2]
- 1998: Thomas Stockham
- 1999: Lawrence Rabiner
- 2000: James Kaiser[3]
- 2001: Thomas Huang, Arun Netravali
- 2002: James Cooley
- 2003: Hans Wilhelm Schüßler
- 2004: Thomas W. Parks, James H. McClellan
- 2005: Fumitada Itakura
- 2006: Thomas Kailath
- 2007: Alan Victor Oppenheim
- 2008: Robert Molten Gray
- 2009: Charles Sidney Burrus
- 2010: Ronald W. Schafer
- 2011: Ingrid Daubechies
- 2012: G. Clifford Carter[4]
- 2013: Bishnu S. Atal
- 2014: Thomas P. Barnwell
- 2015: Harry L. Van Trees[5][6]
- 2016: Louis L. Scharf[7]
- 2017: Martin Vetterli[8]
- 2018: Bede Liu
- 2019: Alan Willsky
- 2020: Ramalingam Chellappa
- 2021: Emmanuel Candès, Terence Tao, Justin Romberg[9]

## Ligacões externas
- Página oficial